# Der Wagner-Clan. Eine Familiengeschichte
Der Wagner-Clan. Eine Familiengeschichte ist ein deutsch-österreichischer Fernsehfilm aus dem Jahr 2013. Die Erstausstrahlung war am 14. Dezember 2013 auf ORF 2 unter dem Titel Der Clan. Die Geschichte der Familie Wagner. Am 23. Februar 2014 wurde der „Eventfilm“ im ZDF gesendet. Regie bei dem Projekt von Oliver Berben und Gero von Boehm führte Christiane Balthasar. Das frei auf dem Schicksal der Familie Wagner nach dem Tod des Komponisten Richard Wagner beruhende Drehbuch schrieb Kai Hafemeister.

## Handlung
Cosima Wagner setzt nach dem Tod ihres Ehegatten Richard Wagner alles daran, sein Andenken zu überhöhen und sein Erbe in ihrem Sinn zu verwalten. Dafür schreckt sie nicht vor einer Testamentsfälschung zurück und spannt ihre Kinder in den Kampf um die künstlerische Dynastie ein.

## Hintergrund

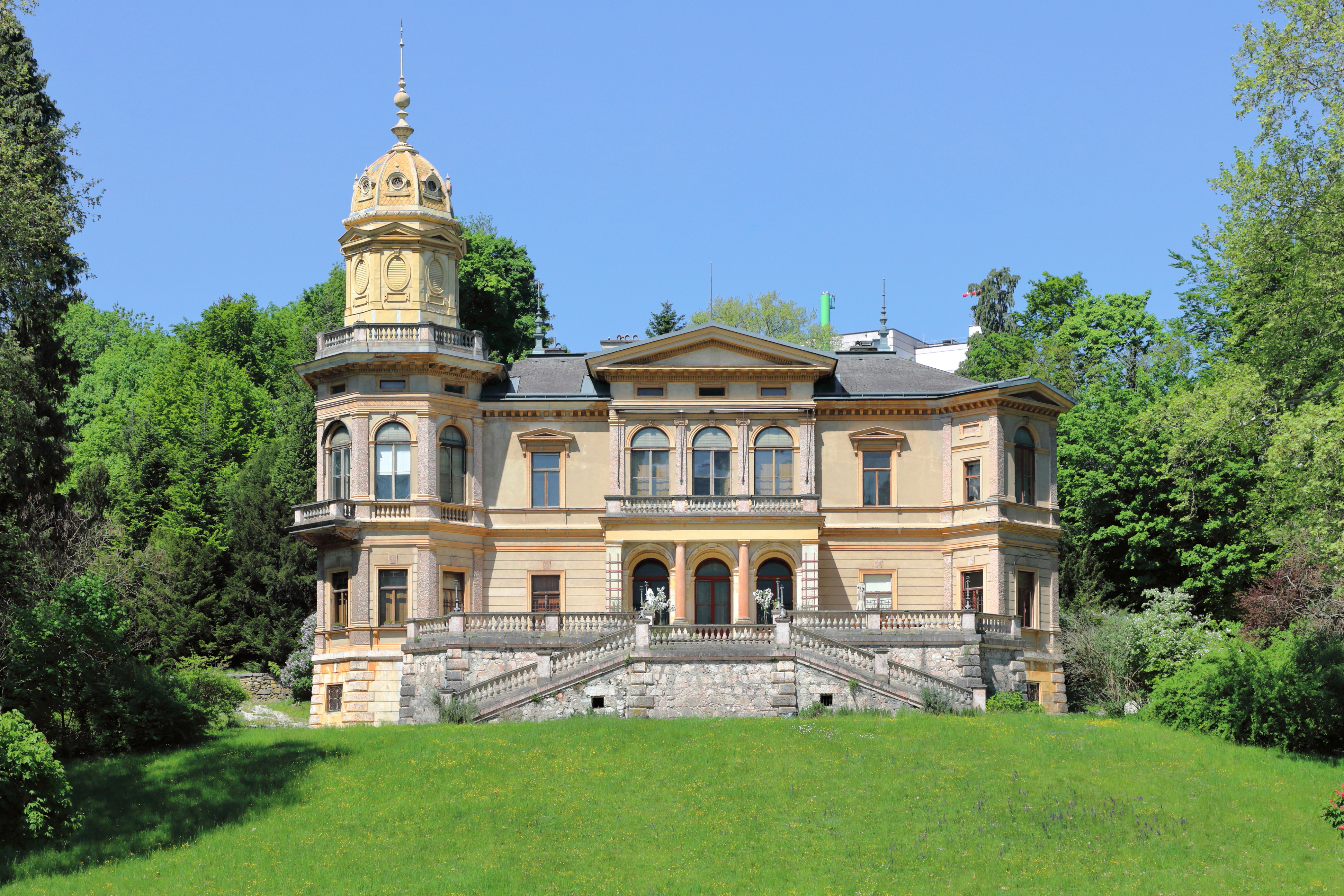
Hauptdrehort: Die Villa Lanna in Gmunden.

Die Dreharbeiten fanden im Frühling 2013 in Deutschland (München und Umgebung) und Österreich (Leopoldskron, Gmunden, Salzburg) statt. Wichtigster Drehort war die denkmalgeschützte Villa Lanna in Gmunden, die als Ersatz für die nicht verfügbare Villa Wahnfried in Bayreuth diente.

## Rezeption
„Nur um Wagner als spirituellem Schirmherr alles Deutschen aber ist diese verhängnisvoll weihevolle Aura, die seine Familie noch nach Jahrzehnten so anziehend gemacht hat für alle, denen an dieser Aura gelegen war. Dieser Aspekt ist es, der aus diesem großen Film großes Kino macht, fast schon große Oper.“

„Sehenswert machen diese redlich bemühte Wagner-Soap-Opera vor allem die strahlende Petra Schmidt-Schaller als beschwingte und dann kämpferische Isolde und Lars Eidinger als Siegfried. Die Facetten des Wagner-Sohns von seiner Homosexualität über die Mutterhörigkeit bis zum Einknicken vor der Familienräson mit nachfolgender Heirat vermag Eidinger ungemein geschmeidig und flexibel darzustellen. […] Das Dirigieren allerdings ist lachhaft.“